# Jim Gabarra
James "Jim" Gabarra (Key West, Florida, 22 de setembro de 1959) é um treinador e ex-jogador profissional de futebol e de fustal estadunidense que atuava como atacante.

## Carreira
Jim Gabarra se profissionalizou no Detroit Express.

## Seleção
Jim Gabarra integrou a Seleção Estadunidense de Futebol nos Jogos Olímpicos de 1988, de Seul.